# Polyalthia odoardi
Polyalthia odoardi är en kirimojaväxtart som beskrevs av Friedrich Ludwig Diels. Polyalthia odoardi ingår i släktet Polyalthia och familjen kirimojaväxter. Inga underarter finns listade i Catalogue of Life.